# Chalcophaps
A Chalcophaps a madarak osztályának galambalakúak (Columbiformes) rendjébe, a galambfélék (Columbidae) családjába és a galambformák (Columbinae) alcsaládba tartozó nem.

## Rendszerezésük
A nemet John Gould angol ornitológus írta le 1843-ban, az alábbi fajok tartoznak ide:
- zöldszárnyú galamb (Chalcophaps indica)
- Chalcophaps longirostris[1] vagy Chalcophaps indica longirostris[2]
- Stephan-galamb (Chalcophaps stephani)

## Előfordulásuk
Ázsia, Ausztrália és Óceánia területén honosak.

## Megjelenésük
Testhosszuk 23–27 centiméter közötti.

## Életmódjuk
Magvakkal és gyümölcsökkel táplálkoznak, valamint gerincteleneket is fogyasztanak.